# Nelson Ferreira
Nelson Ferreira (sinh ngày 26 tháng 5 năm 1982) là một cầu thủ bóng đá người Thụy Sĩ và Bồ Đào Nha. Anh thi đấu cho FC Thun.
Anh thi đấu cho FC Thun từ tháng 7 năm 2001 đến mùa hè 2008. Anh gia nhập FC Luzern mùa hè 2008. Anh thi đấu ở vòng bảng Champions League 2005-06 trước Arsenal FC tại Highbury và ghi bàn thắng gỡ hòa cho FC Thun mặc dù câu lạc bộ thất bại 2–1 sau khi Dennis Bergkamp ghi bàn ở phút bù giờ.
Vào tháng 1 năm 2011 Ferreira gia hạn hợp đồng để ở lại Luzern đến tháng 6 năm 2014.